# Tennessee Whiskey

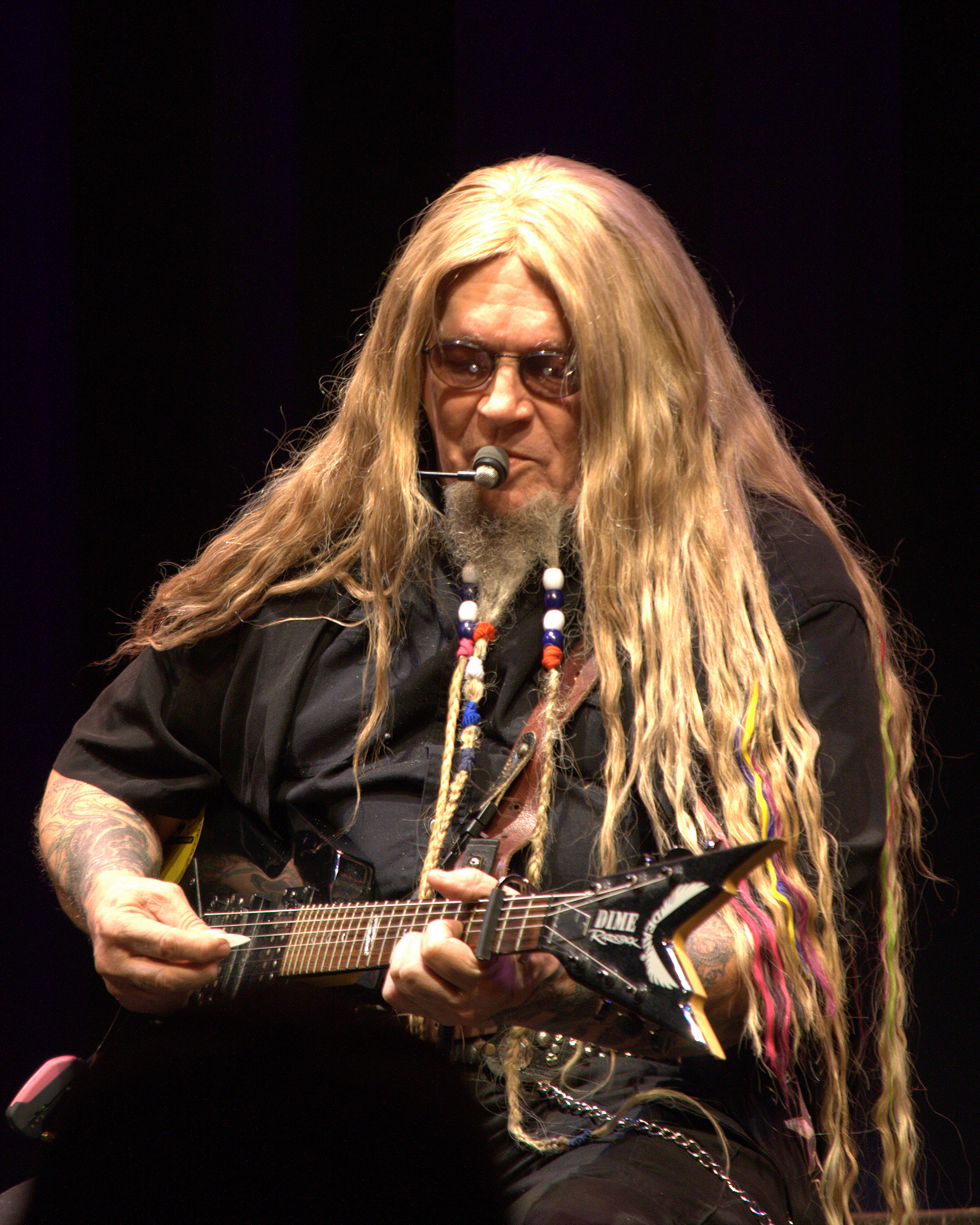
Кантри-музыкант David Allan Coe в 1981 году первым записал песню.

«Tennessee Whiskey» — песня американского певца Криса Стэплтона, вышедшая в 2015 году в качестве промосингла с его первого студийного альбома Traveller (2015). Песня выиграла премию британской ассоциации кантри-музыки British Country Music Association Awards и была номинирована на Academy of Country Music Awards.
В 2024 году журнал Rolling Stone поместил песню на 90-е место в своем рейтинге 200 величайших кантри-песен всех времён и отметил, что «Эта песня стала фирменным знаком Стэплтона; его скрипучий, болезненный, акробатический вокал и медовая электрогитара сделали его, возможно, величайшим кантри-соул-исполнителем своего поколения».

## История
Впервые песня «Tennessee Whiskey» (написанная Дином Диллоном вместе с Линдой Харгрув) была исполнена американским кантри-музыкантом Дэвидом Алланом Коэ и вошла в его одноимённый альбом Tennessee Whiskey, чья версия достигла позиции № 77 в американском кантри-чарте журнала Billboard Hot Country Singles в 1981 году. Кантри-музыкант Джордж Джонс в 1983 году записал свою версию и включил её в альбом Shine On, сингл имел больший успех и достиг позиции № 2 в чарте Hot Country Singles в ноябре 1983 и № 1 в канадском чарте RPM Country Tracks. Эта песня была перезаписана несколькими музыкантами, но наибольший успех она имела в исполнении Криса Стэплтона, чья версия была представлена им на церемонии Country Music Association (CMA) Awards вместе с певцом Джастином Тимберлейком, их выступление признано ключевым моментом всего шоу. Сингл был сертифицирован в платиновом статусе Recording Industry Association of America (RIAA).

## Коммерческий успех
Версия Криса Стэплтона достигла позиции № 1 в Hot Country Songs и № 23 в основном американском хит-параде Billboard Hot 100, с тиражом 131,000 копий. Через неделю она поднялась до № 20 с дополнительным тиражом в 118,000 копий. 4 мая 2016 года была сертифицирована в платиновом статусе RIAA и тираж превысил 1 млн копий в США к январю 2017 года. Тираж сингла составил 1,4 млн копий в США к январю 2018 года.

## Награды и номинации

### Academy of Country Music Awards
| Год  | Номинируемая работа | Категория        | Результат | Ref.   |
| ---- | ------------------- | ---------------- | --------- | ------ |
| 2017 | «Tennessee Whiskey» | Song of the Year | Номинация | [ 15 ] |

### British Country Music Association Awards[англ.]
| Год  | Номинируемая работа | Категория                      | Результат | Ref.   |
| ---- | ------------------- | ------------------------------ | --------- | ------ |
| 2016 | «Tennessee Whiskey» | International Song of the Year | Победа    | [ 16 ] |

## Позиции в чартах

### Еженедельные чарты

#### David Allan Coe
| Чарт (1981)                       | Высшая позиция |
| --------------------------------- | -------------- |
| США Billboard Hot Country Singles | 77             |

#### George Jones
| Чарт (1983)                       | Высшая позиция |
| --------------------------------- | -------------- |
| США Billboard Hot Country Singles | 2              |
| Canadian RPM Country Tracks       | 1              |

#### Крис Стэплтон
| Чарт (2015-17)                      | Высшая позиция |
| ----------------------------------- | -------------- |
| Австралия (ARIA)                    | 70             |
| Канада (Billboard Canadian Hot 100) | 39             |
| Новая Зеландия (Heatseekers, RMNZ)  | 7              |
| США (Billboard Hot 100)             | 20             |
| США (Billboard Country Airplay)     | 57             |
| США (Billboard Hot Country Songs)   | 1              |

| Чарт (2020-21)             | Высшая позиция |
| -------------------------- | -------------- |
| Мир (Billboard Global 200) | 175            |

### Годовые итоговые чарты

#### Крис Стэплтон
| Чарт (2015)                       | Позиция |
| --------------------------------- | ------- |
| США Hot Country Songs (Billboard) | 89      |
| Чарт (2016)                       | Позиция |
| США Hot Country Songs (Billboard) | 63      |
| Чарт (2017)                       | Позиция |
| США Hot Country Songs (Billboard) | 98      |
| Чарт (2019)                       | Позиция |
| США Rolling Stone Top 100         | 92      |

## Сертификации

### Крис Стэплтон
| Регион | Сертификация   | Продажи    |
| --- | -------------- | ---------- |
| Австралия (ARIA) | 5× Платиновый  | 350 000    |
| Бразилия (ABPD) | Золотой        | 30 000     |
| Канада (Music Canada) | Золотой        | 40 000*    |
| Дания (IFPI Danmark) | Золотой        | 45 000     |
| Новая Зеландия (RMNZ) | 8× Платиновый  | 240 000    |
| Великобритания (BPI) | Платиновый     | 600 000    |
| США (RIAA) | 17× Платиновый | 17 000 000 |
| * Данные о продажах приведены только на основе сертификации. · Данные о продажах + прослушиваниях приведены только на основе сертификации. |                |            |